# مریم اردلان
مریم شامیر، ملقب به مریم اردلان، زاده ۱۲۷۱ در شهر تهران، متوفی سال 1345 تهران، فرزند میرزا میکائیل خان منتسب به خانواده اردلان به دنیا آمد. وی در سال ۱۲۷۹ وارد مدرسه بیت ئیل گردید و جز اولین دختران مسلمان ایرانی بود که در این مدرسه درس می‌خواند وی در سال ۱۲۸۹ هجری شمسی موفق به اخذ دیپلم از این مدرسه شد و در همان مدرسه به عنوان معلم ریاضی استخدام گردید.
در سال۱۲۱۴ هجری شمسی مبلغین آمریکایی، اولین مدرسهٔ چهار کلاسهٔ را در ارومیه تأسیس کردند. آنها سپس به ایجاد مدرسه ای در تهران پرداختند به شرطی که در آن هیچ دختر مسلمانی حق تحصیل نداشته باشد. بعداً در سال ۱۲۵۴ به پیشنهاد بنجامین وزیر مختار آمریکا، ناصرالدین شاه اجازه داد که دختران مسلمان هم در این مدارس مشغول به تحصیل شوند
نخستین دانش‌آموختگان ایرانی مسلمان این مدرسه بدرالدجی مهرتاج رخشان و مریم اردلان نام داشتند.
مریم اردلان مدتی رئیس پرورشگاه دختران بود اما این مراکز تربیتی را در سال ۱۳۱۹ تعطیل و به دولت ایران واگذار کردند زیرا در آن زمان وجود مدرسه‌های خارجی در ایران ممنوع شده بود.
مدرسه آمریکایی ۱۰ سال تعطیل بود تا اینکه دوباره به نام مدرسه ایران بیت‌ئیل بازگشایی شد.
مریم اردلان چند سال بعد از فارغ‌التحصیلی با غلامعلی خان پسر فتح الملک اردلان ازدواج کرد که مأموریت شوهرش نایب اول سفارت کبری ایران در ترکیه (عثمانی) بود به دلیل جنگ جهانی اول وی به شهر سنندج زادگاه اجدادش آمد و اولین مدرسه دخترانه با نام مستوره اردلان (شاعر و نویسنده و مورخ سنندجی) را در این شهر ایجاد کرد و مدیر آنجا شد بعداً به دلیل ادامه تحصیل فرزندانش با پیشنهاد وی مدیریت مدرسه به اختر صادق وزیری واگذار کرد وی بعداً اولین دبیرستان دخترانه را در تهران تأسیس کرد وی همچنین جز عضو انجمن دوستی ایران و آمریکا بود. وی از سال۱۳۳۳ به علت بیماری قلبی و فوت همسرش توانایی فعالیت نداشت و سرانجام در سال 1345 در شهر تهران فوت کرد.

## اقدامات
- تأسیس اولین مدرسه دخترانه در سنندج در سال ۱۳۰۵ با تلاش وی و والی مظفرخان سردار انتصار
- ایجاد اولین دبیرستان دخترانه در ایران، تهران توسط مریم اردلان